# 孔玠
孔玠（1122年—1154年），字錫老，宋朝时袭庆府仙源县（今山东省曲阜市）人。孔子四十九代孫，孔延泽玄孙，孔宗願曾孙，孔若蒙之孙，孔端操第四子。
建炎二年（1128年）冬，他和伯父孔端友随宋高宗南渡，先赴扬州陪祀孔子，后来定居衢州，没有回到曲阜。端友无子，孔玠过继于孔端友为嗣。紹興二年（1132年）袭封衍聖公，成为南宗第二代衍圣公。绍兴八年（1138年），宋高宗诏命衢州官府从官田内拨给衍圣公祭祀田五顷，来供奉孔子祭祀的用度。孔玠階至朝奉郎。其子孔搢。
| 前任： 孔端友 | 南宋南宗衍圣公 1132年—1154年 | 繼任： 孔搢 |

## 参看
- 孔子
- 孔子世家大宗世系
- 孔氏南宗
- 孔子世家大宗世系图
- 孔子世家南宗北宗世系图